# Bahnhof Tutzing
Bahnhof Tutzing vasútállomás Németországban, Bajorországban, Tutzing településen. A német vasútállomás-kategóriák közül a negyedik csoportba tartozik.

## Vasútvonalak
Az állomást az alábbi vasútvonalak érintik:
- Kochelsee vasútvonal
- München–Garmisch-Partenkirchen-vasútvonal

## Forgalom
| Járat  | Útvonal | Ütem                      |
| ------ | --- | ------------------------- |
| ICE 25 | Werdenfelser Land: Hamburg-Altona – Hannover – Göttingen – Kassel-Wilhelmshöhe – Würzburg – Nürnberg – München – Murnau – Garmisch-Partenkirchen | egy vonatpár szombaton    |
| ICE 25 | Zugspitze: Garmisch-Partenkirchen – Murnau – München – Nürnberg – Würzburg – Kassel-Wilhelmshöhe – Göttingen – Hannover – Bréma | egy vonatpár szombaton    |
| ICE 28 | Zugspitze: Nürnberg – München – Murnau – Garmisch-Partenkirchen | egy vonatpár szombaton    |
| ICE 28 | Karwendel: Hamburg-Altona – Berlin – Leipzig – Jena Paradies – Nürnberg – München – Murnau – Garmisch-Partenkirchen – Mittenwald (– Innsbruck) | egy vonatpár heti kétszer |
| ICE 41 | Wetterstein: Garmisch-Partenkirchen – Tutzing – München – Nürnberg – Würzburg – Frankfurt (Main) – Köln – Düsseldorf – Essen – Dortmund | egy vonatpár szombaton    |
| RB     | München – Tutzing – Weilheim – Murnau – Garmisch-Partenkirchen – Mittenwald (– Seefeld in Tirol) | kétóránként               |
| RB     | München – Tutzing – Weilheim – Murnau – Garmisch-Partenkirchen – Mittenwald – Seefeld in Tirol – Innsbruck | négyóránként              |
| RB     | München – Tutzing – Weilheim – Murnau – Garmisch-Partenkirchen | négyóránként              |
| RB     | München – Tutzing – Weilheim (– Murnau – Garmisch-Partenkirchen) / – Penzberg – Bichl – Kochel | óránként                  |
| RB     | Tutzing – Penzberg (– Bichl – Kochel) | egy vonatpár csúcsidőben  |
| S6     | Tutzing – Feldafing – Possenhofen – Starnberg – Starnberg Nord – Gauting – Stockdorf – Planegg – Gräfelfing – Lochham – Westkreuz – Pasing – Laim – Hirschgarten – Donnersbergerbrücke – Bahnhof Hackerbrücke – Hauptbahnhof – Karlsplatz (Stachus) – Marienplatz – Isartor – Rosenheimer Platz – Ostbahnhof (– Leuchtenbergring – Berg am Laim – Trudering – Gronsdorf – Haar – Vaterstetten – Baldham – Zorneding – Eglharting – Kirchseeon – Grafing – Grafing Stadt – Ebersberg) | húszpercenként            |

## Kapcsolódó állomások
A vasútállomáshoz az alábbi állomások vannak a legközelebb:
- Feldafing station
- Weilheim (Oberbay) station
- Bernried station